# Tinea analytica
Tinea analytica är en fjärilsart som beskrevs av Edward Meyrick 1919. Tinea analytica ingår i släktet Tinea och familjen äkta malar.
Artens utbredningsområde är Guyana. Inga underarter finns listade i Catalogue of Life.